# Slomi
Slomi so naselje v Občini Dornava.